# Nika Barišić
Nika Barišić - hrvatska glumica.

## Životopis
Diplomirala je na Akademiji dramske umjetnosti u Zagrebu. Glumila je u kazalištu u  ZKM-u i Teatru & TD. Najveću popularnost donijela joj je uloga Lare Gotovac u televizijskoj seriji Kumovi. Sinkronizirala je nekoliko animiranih filmova.

## Filmografija

### Filmske uloge
| Godina | Naslov       | Uloga      |
| ------ | ------------ | ---------- |
| 2022.  | Noćna vožnja | Dunja      |
| 2023.  | Escort       | konobarica |

### Televizijske uloge
| Godina  | Naslov       | Uloga        |
| ------- | ------------ | ------------ |
| 2022. - | Kumovi       | Lara Gotovac |
| 2022. - | Nad lipom 35 | Lara Gotovac |
| 2023.   | Šutnja       | volonterka   |

## Vanjske poveznice
- Nika Barišić u internetskoj bazi filmova IMDb-u (engl.)